# طرح تبادل امام علی
طرح تبادل امام علی، مجموعه‌ای از مسیرهای ارتباطی در ورودی شرقی تبریز است که با داشتن ۱۲ مسیر ورودی و خروجی به طول جمعاً ۱۲ کیلومتر نقشی اساسی در تبادل بار ترافیکی میان جاده تهران-تبریز، کنارگذرهای کسایی و پاسداران و نیز مرکز شهر و شهرک‌های اطراف تبریز به ویژه خاوران، مرزداران و باسمنج ایفا می‌کند.

## مسیرهای ارتباطی

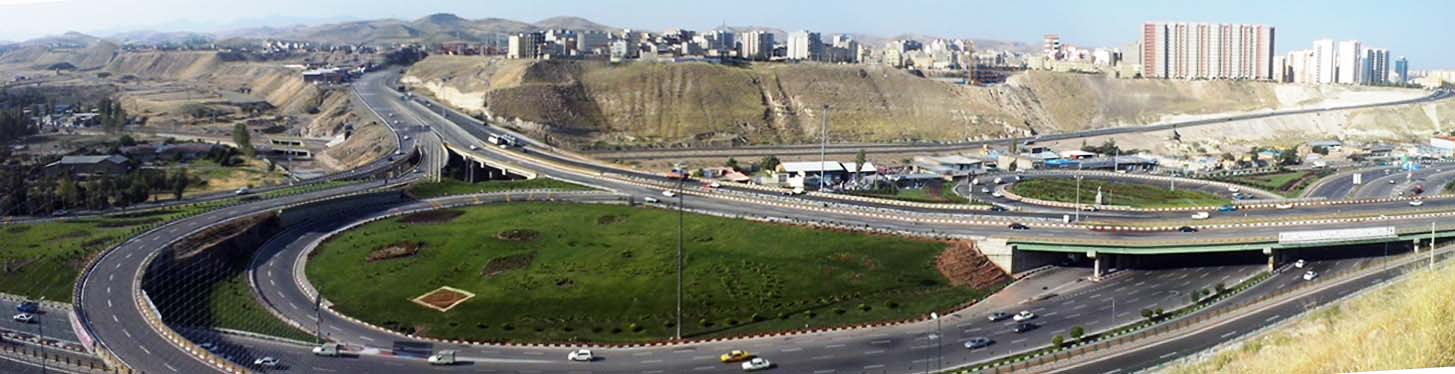
نمایی از طرح تبادل امام علی.

این طرح ارتباطی، شامل مسیر، رمپ، لوپ و تونل‌های زیر است:
1. جاده تهران به بزرگراه پاسداران
2. بزرگراه پاسداران به جاده تهران
3. جاده تهران به آزادراه شهید کسایی
4. آزادراه شهید کسایی به جاده تهران
5. جاده تهران به مرکز شهر
6. مرکز شهر به جاده تهران
7. بزرگراه پاسداران به آزادراه شهید کسایی
8. آزادراه شهید کسایی به بزرگراه پاسداران
9. آزادراه شهید کسایی به مرکز شهر
10. مرکز شهر به آزادراه شهید کسایی
11. بزرگراه پاسداران به مرکز شهر
12. مرکز شهر به بزرگراه پاسداران
13. دو رشته تونل موازی در مسیر یاغچیان به باسمنج و بالعکس.

## مشخصات پروژه

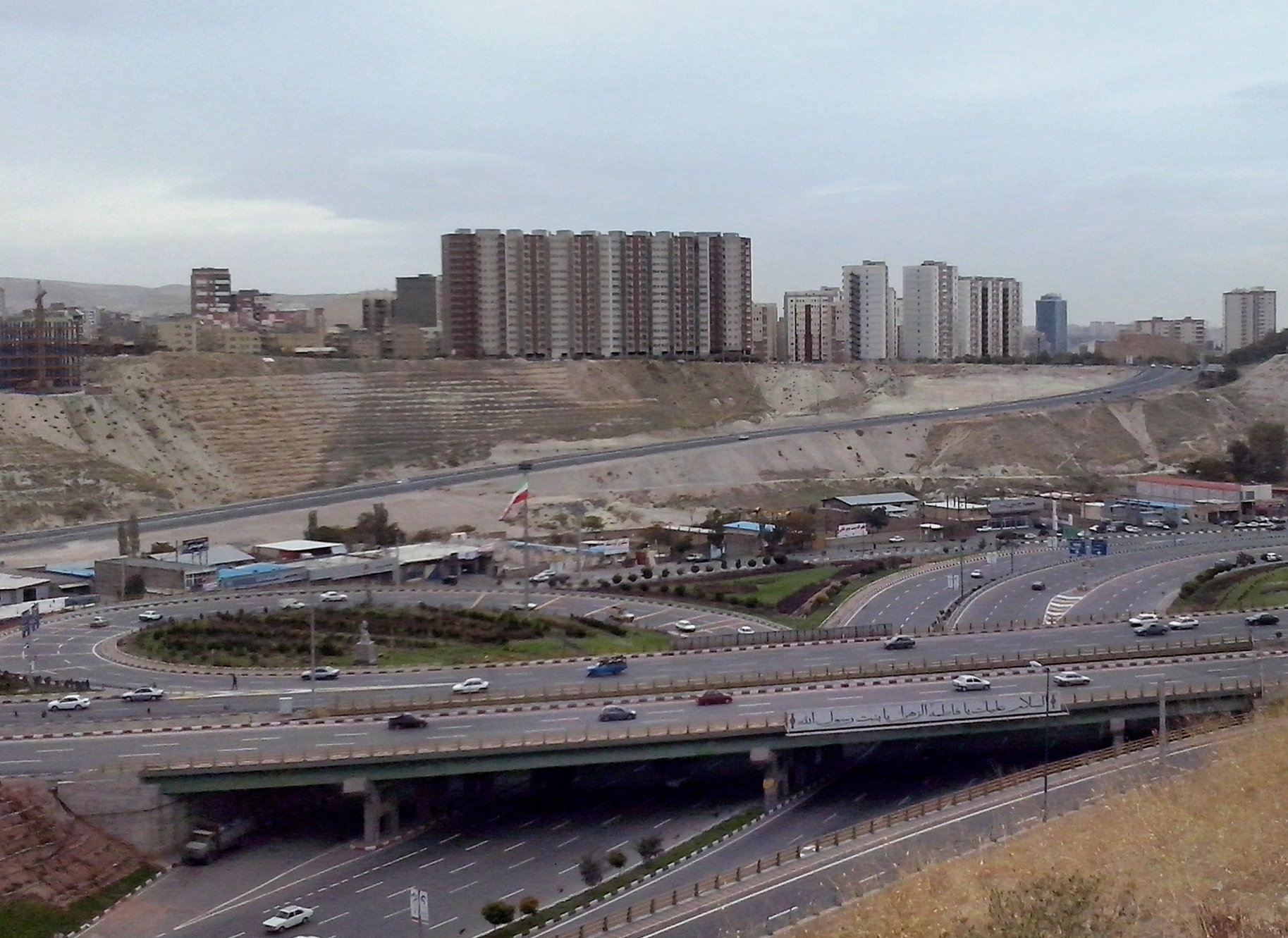
نمایی از شهرک یاغچیان و تبادل امام علی.

این پروژه در مساحتی به وسعت ۶۰ هکتار واقع در اراضی خلعت‌پوشان تبریز به عنوان یکی از بزرگ‌ترین پروژه‌های عمران شهری شمال غرب ایران، با هزینهٔ ۴۰۰ میلیارد ریال، از ۲۹ شهریور ۱۳۹۱ به طور رسمی مورد بهره‌برداری قرار گرفته است.
این طرح دارای ۶ پل به طول ۵۷۴ متر است. در این پروژه ۲۷۰ شمع بتنی به طول ۶ کیلومتر، یک میلیون و ۲۰۰ هزار متر مکعب خاکبرداری، ۴ هزار تن آرماتورگذاری، ۱۵۰۰ متر طول دیوار بتنی و ۴۵ هزار متر مکعب بتن ریزی اجرا شده است.طرح تبادل امام علی از دو تونل قوسی بتنی نیز تشکیل شده که تبریز و باسمنج را در دو مسیر رفت و برگشت به هم متصل می‌کند و هر کدام از این تونل‌ها یکصد متر طول، ۱۶ متر ارتفاع و ۹ متر عرض دارند.